# Sistema de ligas de futebol de Israel
A Pirâmide do Futebol Israelense é o sistema que organiza as divisões do Campeonato Israelense de Futebol. É dividida em cinco níveis, totalizando quinze divisões.
| Nível | Liga/Divisão                                                                   | Liga/Divisão                                                                   | Liga/Divisão                                                                   | Liga/Divisão                                                                   | Liga/Divisão                                                                   | Liga/Divisão                                                                   |
| ----- | ------------------------------------------------------------------------------ | ------------------------------------------------------------------------------ | ------------------------------------------------------------------------------ | ------------------------------------------------------------------------------ | ------------------------------------------------------------------------------ | ------------------------------------------------------------------------------ |
| 1     | Primeira Divisão (Ligat HaAl) 16 clubes                                        | Primeira Divisão (Ligat HaAl) 16 clubes                                        | Primeira Divisão (Ligat HaAl) 16 clubes                                        | Primeira Divisão (Ligat HaAl) 16 clubes                                        | Primeira Divisão (Ligat HaAl) 16 clubes                                        | Primeira Divisão (Ligat HaAl) 16 clubes                                        |
| 2     | Liga Leumit (Segunda Divisão) 16 clubes                                        | Liga Leumit (Segunda Divisão) 16 clubes                                        | Liga Leumit (Segunda Divisão) 16 clubes                                        | Liga Leumit (Segunda Divisão) 16 clubes                                        | Liga Leumit (Segunda Divisão) 16 clubes                                        | Liga Leumit (Segunda Divisão) 16 clubes                                        |
| 3     | Liga Alef (Terceira Divisão) 32 clubes divididos em dois grupos (Norte e Sul)' | Liga Alef (Terceira Divisão) 32 clubes divididos em dois grupos (Norte e Sul)' | Liga Alef (Terceira Divisão) 32 clubes divididos em dois grupos (Norte e Sul)' | Liga Alef (Terceira Divisão) 32 clubes divididos em dois grupos (Norte e Sul)' | Liga Alef (Terceira Divisão) 32 clubes divididos em dois grupos (Norte e Sul)' | Liga Alef (Terceira Divisão) 32 clubes divididos em dois grupos (Norte e Sul)' |
| 4     | Liga Bet (Quarta Divisão) 64 clubes divididos em quatro grupos (A, B, C e D)   | Liga Bet (Quarta Divisão) 64 clubes divididos em quatro grupos (A, B, C e D)   | Liga Bet (Quarta Divisão) 64 clubes divididos em quatro grupos (A, B, C e D)   | Liga Bet (Quarta Divisão) 64 clubes divididos em quatro grupos (A, B, C e D)   | Liga Bet (Quarta Divisão) 64 clubes divididos em quatro grupos (A, B, C e D)   | Liga Bet (Quarta Divisão) 64 clubes divididos em quatro grupos (A, B, C e D)   |
| 5     | Liga Gimel Norte e Sul (Quinta divisão) 89 clubes divididos em seis grupos     | Liga Gimel Norte e Sul (Quinta divisão) 89 clubes divididos em seis grupos     | Liga Gimel Norte e Sul (Quinta divisão) 89 clubes divididos em seis grupos     | Liga Gimel Norte e Sul (Quinta divisão) 89 clubes divididos em seis grupos     | Liga Gimel Norte e Sul (Quinta divisão) 89 clubes divididos em seis grupos     | Liga Gimel Norte e Sul (Quinta divisão) 89 clubes divididos em seis grupos     |